# 9340 Williamholden
9340 Williamholden è un asteroide della fascia principale. Scoperto nel 1991, presenta un'orbita caratterizzata da un semiasse maggiore pari a 3,2084437 UA e da un'eccentricità di 0,1419886, inclinata di 2,26823° rispetto all'eclittica.